# Фонтен су Прео
Фонтен су Прео (фр. Fontaine-sous-Préaux) насеље је и општина у северној Француској у региону Горња Нормандија, у департману Приморска Сена која припада префектури Руан.
По подацима из 2011. године у општини је живело 514 становника, а густина насељености је износила 146,02 становника/km². Општина се простире на површини од 3,52 km². Налази се на средњој надморској висини од 80 метара (максималној 158 m, а минималној 61 m).

## Демографија
| 1962. | 1968. | 1975. | 1982. | 1990. | 1999. | 2011. |
| ----- | ----- | ----- | ----- | ----- | ----- | ----- |
| 174   | 186   | 263   | 304   | 474   | 464   | 514   |

График промене броја становника у току последњих година